# HD 29169
HD 29169，又名BD+23 715，SAO 76670、HR 1459，是一颗恒星，视星等为6.02，位于銀經175.47，銀緯-15.85，其B1900.0坐标为赤經4h 30m 27.6s，赤緯+23° -15.85′ 13″。